# Arshan (Vulkan)
Arshan ist ein kürzlich entdecktes Vulkanfeld im Da-Hinggan-Gebirge in der Inneren Mongolei im Nordosten der Volksrepublik China.
Es besteht aus über 40 Vulkankratern. Die jüngsten Vulkankegel, der Yanshan und der Gaoshan, sind perfekt erhalten. Aus ihnen ergossen sich basaltische Lavaströme, welche den Fluss Halahale an sechs Stellen aufstauen. Datierungen der vulkanischen Schlacken mittels der Radiokohlenstoffmethode ergeben ein Alter der Eruptionen zwischen 2000 und 1900 Jahren. Der Vulkankegel Yanshan ist etwa 362 Meter hoch und der Krater Gaoshan ist etwa 140 Meter tief.